# Assyrien
Assyrien  var en stor forntida mesopotamisk civilisation, som existerade som stadsstat mellan 2000-talet f.Kr. till 1300-talet f.Kr., sedan som territorialstat, och senare som ett imperium 
från 1300-talet f.Kr. till 600-talet f.Kr..
Vanligtvis delar historiker in den forntida assyriska civilisationen i  förhistorisk tid (ca 2600–2025 f.Kr.), gammal-assyrisk tid (ca (2025–1364 f.Kr.), medel-assyrisk tid (ca 1363–912 f.Kr.), ny-assyrisk tid (ca 911–609 f.Kr.) och postimperiell tid (ca 609 f.Kr. – 240 e.Kr.), baserat på politiska händelser och språkskiften. Assur, den första assyriska huvudstaden, grundades omkring 2600 f.Kr., men inga bevis talar för att staden var självständig förrän kollapsen av den tredje dynastin i Ur på 2000-talet f.Kr., när en rad självständiga kungar började styra staden, där Puzur-Ashur I var den första. Beläget i det assyriska hjärtlandet i norra Mesopotamien, kom den assyriska makten att fluktuera över tid, där staden såg flera perioder av främmande styre innan Assyrien reste sig under kung Ashur-uballit I under det tidiga 1300-talet f.Kr., vad historiker idag betecknar som det medel-assyriska riket. Under medel- och ny-assyrisk tid var Assyrien ett av två större mesopotamiska riken, tillsammans med Babylonien i de södra delarna av Mesopotamien, och var under långa perioder den största makten i forntidens Främre Orient. Assyrien var som starkast under den ny-assyriska tiden, när den assyriska militären var den starkaste militära makten i hela världen och Assyrien styrde det största imperium som världen dittills hade skådat, som sträckte sig från delar av dagens Iran i öst till Egypten i väst.
Det ny-assyriska riket föll under den senare delen av 600-talet f.Kr., erövrat av en koalition av babylonier, som levt under assyriskt styre under ett århundrade, och meder. Trots att erövringen orsakade stora skador i kärnområdena och att det efterföljande ny-babyloniska riket investerade få resurser i dess återuppbyggnad, fortsatte den antika assyriska kulturen och traditionerna att överleva i århundraden under den postimperiella perioden.
Assyrien återhämtade sig under de seleukidiska och parthiska rikena, men såg en försvagning igen under det sasaniska riket, som plundrade många städer och halvoberoende assyriska territorier i regionen, inklusive Assur. Det återstående assyriska folket, som överlevt i norra Mesopotamien fram till idag, kristnades gradvis från första århundradet e.Kr. och framåt. Forntida mesopotamisk religion fanns kvar i staden Assur till dess förstörelse på 300-talet e.Kr., men också på andra platser flera århundraden efteråt.
Forntida Assyriens stora framgångar och triumf kan inte bara tillskrivas dess kraftfulla krigsmonarker, utan också till dess skicklighet i att effektivt assimilera och styra erövrade territorier med hjälp av innovativa och avancerade administrativa metoder. Den utvecklingen av krigföring och styrning som introducerades av det forntida Assyrien fortsatte att användas av efterföljande imperier och stater i århundraden. Det forntida Assyrien lämnade också ett arv av stor kulturell betydelse, särskilt genom att det ny-assyriska riket gjorde ett framträdande avtryck i senare assyriska, grekisk-romerska och hebreiska litterära och religiösa traditioner.

## Historiska källor och kronologi
Assyrien är en av de mest studerade kulturerna som fanns under forntiden i Främre Orienten. Till den assyriska kulturen och historien finns också ett omfattande källmaterial. Det rör sig om fynd från utgrävningar och översättningar av assyriska texter. Trots detta vet man långt ifrån allt om Assyrien och vissa perioder är sämre bevarade än andra. Den största kunskapen om Assyrien finns för den senare Ny-(neo-)assyriska tiden. Till denna tid hör de hänvisningar till assyrierna som finns i Gamla Testamentet i Bibeln.
Den assyriska kronologin är känd från 912 f.Kr. under Ny-(neo-)assyrisk tid. Den grundar sig bland annat på en nedtecknad solförmörkelse i Nineve, vilken har beräknats till 763 f.Kr. Utifrån de assyriska limmu-listorna med eponymer och viktiga historiska händelser kan man rekonstruera den assyriska kronologin år för år. För den tidigare historien måste man förlita sig på länkar mellan Assyrien och andra kulturer i jämförelse med den assyriska kungalistan. Viktigast av dessa är de babyloniska observationerna av planeten Venus. Beräkningar av dessa astronomiska observationer visar att de kan dateras till återkommande perioder av ca 60 år. Därför finns en "hög", "mellan", och "låg" kronologi för den Gammal-assyriska tiden, vilka skiljer sig med upp till 120 år. Även om mycket talar för den lägre kronologin förekommer alla tre i litteraturen. Shamshi-Adad I:s död kan därför variera mellan 1837, 1781 och 1717 f.Kr.

## Förhistoria
Assyrien låg i gränslandet till den bördiga halvmånen där jordbruk kunde bedrivas utan konstbevattning. I Tell Hassuna har arkeologer funnit spår efter en förhistorisk kultur från neolitisk tid. Hassunakulturen uppkom omkring 6000 f.Kr. och var en jordbrukskultur där folk levde bofasta i mindre byar med tamdjur. De tillverkade vacker keramik och kultfigurer av lera. En annan förhistorisk kultur i området är namngiven efter den framtida assyriska huvudstaden Nineve, vilken var bebodd redan under det femte årtusendet f.Kr. Man vet inte vilket folk som levde i Assyrien under förhistorisk tid, men i omgivande trakter fanns hurriter under det tredje årtusendet f.Kr. Staden Assur erövrades omkring 2300 f.Kr. av Sargon av Akkad och styrdes därefter av en guvernör från den sumeriska staden Ur.
Assyriernas egna senare historiska källor berättar om förfäder vilka man endast känner till namnet. Dessa "kungar som levde i tält" och "kungar som var förfäder" var troligen amoritiska nomadstammar som slog sig ned vid Tigris stränder omkring 2000 f.Kr. Hela Mesopotamien drabbades vid denna tid av en jordbrukskris som innebar slutet för de stora palatsegendomarna. Ett pågående forskningsprojekt studerar om en klimatförändring var grunden till samhällsomvandlingen. Amoriter invandrade i stort antal från stäpperna i sydväst och småriken växte upp när den sumeriska centralmakten i söder kollapsade.

## Gammal-assyrisk tid
Det gammal-assyriska riket var den första stora statsbildningen i Assyriens historia. Även om rikets storhetstid var kort, mindre än ett århundrade på 1700-talet f.Kr., brukar det även få beteckna hela perioden omkring 2000 - 1500 f.Kr.

### Handelsstaden Assur
Assur var en liten men viktig stadsstat vid mellersta Tigris i början av det andra årtusendet f.Kr. och hade frigjort sig från akkaderna och sumererna. Assur var en central punkt i ett nät av handelsvägar, vilka band samman Anatolien med Mesopotamien. Den viktigaste handelsvaran vid denna tid var metaller; bly, koppar, tenn och silver. Mesopotamien saknade metallfyndigheter, medan bergen i Anatolien var rika på dessa. Mesopotamien var däremot lämpligt för en omfattande djuruppfödning och fårskötsel, och ull var en viktig exportvara. De assyriska köpmännen grundlade särskilda handelskolonier kallade karum (vilket betyder "hamn" på akkadiska), i Anatoliens städer. Den bäst kända av dessa handelskolonier var Kanesh.

### Den amoritiska kungen Shamshi-Adad I
Shamshi-Adad I kom från en amoritisk klan och skulle skapa det första stora assyriska riket. I de historiska assyriska källorna berättas att han först levde i Babylonien, men kom sedan för att erövra staden Ekallatum i närheten av Assur. Därefter besegrade han Erishum II, kungen av Assur, och blev herre över staden. Shamshi-Adad var emellertid inte en fredlig köpman, utan var angelägen om att behålla sin maktposition gentemot andra riken. Ett hot för Assyrien var staden Mari vid Eufrat. Mari var ett amoritiskt rike, vilket innefattade de bördiga slätterna vid Khabur-floden väster om Assyrien. Shamshi-Adad och hans armé besegrade Maris kung Yahdun-Lim och anslöt dess territorium till Assyrien. På Khaburs flodslätt utsåg Shamshi-Adad en småstad till en central punkt i sitt utvidgade rike. Där grundades den nya assyriska huvudstaden Shubat-Enlil. För att kontrollera riket insatte Shamshi-Adad sin äldste son Ishme-Dagan som vicekung i Ekallatum vid Tigris, och sin andra son Yasmah-Adad som vicekung i Mari vid Eufrat.

### Assyrien i maktkamp med Babylon
När Shamshi-Adad I dog efterträddes han av sin son Ishme-Dagan. Hans andra son Yasmah-Adad i Mari blev emellertid störtad, och staden gjorde sig oberoende från Assyrien. Söder om Assur låg Babylon där en annan amoritisk dynasti hade grundats ett århundrade tidigare. Babylon var också inriktat på expansion, men hade en mäktig rival i staden Larsa längre söderut. Den nya kungen av Babylon, Hammurabi, allierade sig nu med Mari. Ishme-Dagan ingick i sin tur en allians med Babylons fiender, och maktkampen över Mesopotamien varade i årtionden. Utgången blev inte gynnsam för Assyriens del. Det slutade med det gammal-assyriska rikets undergång då Hammurabis son Samsu-Iluna intog Shubat-Enlil omkring 1700 f.Kr.

### De odugliga härskarna
Assyrien skulle de kommande århundradena styras av rivaliserande klaner, vissa av dem ”odugliga” enligt senare assyriska källor. Babylonierna dominerade Mesopotamien politiskt för ytterligare ett århundrade. Därefter grep kassiterna makten i Babylon. Assyriernas grannfolk hurriterna grundlade ett nytt rike, Mitanni, i Khaburs floddal där Shamshi-Adad I:s huvudstad Shubat-Enlil en gång legat. Staden Assur var under denna period en vasallstat till först babylonierna och sedan hurriterna.

## Medel-assyrisk tid
Nutida forskare placerar ibland den medel-assyriska tidens början direkt efter Shamshi-Adad I:s gammal-assyriska rike. Assyriens kungar var i början av den medel-assyriska tiden vasaller till Mitanni och för en tid möjligen även till Babylonien. Kungen av Mitanni, Shaushtatar, hade vid mitten av 1400-talet f.Kr. plundrat staden Assur enligt en senare källa.

### Ashur-uballit I
Assyrien steg fram som ett mäktigt rike under Ashur-uballit I:s regeringstid. Assyriens makt erkändes utomlands, och ett diplomatiskt giftermål ingicks mellan Ashur-uballits dotter Muballitat-Sherua och den kassitiska kungen Burna-Buriash av Babylonien. Babyloniens tronarvinge, som var Ashur-uballits sonson, störtades dock av kassiter som inte erkände den assyriska inblandningen i landets affärer. Ashur-uballit svarade med att marschera till Babylon och avsätta troninkräktaren. Fiendskapen mellan Assyrien och Babylonien skulle dock fortsätta under generationer.

### Krigarkungar
De följande assyriska kungarna Arik-din-ili, Adad-nirari I, Salmanassar I och Tukulti-Ninurta I, utkämpade många krig för att försvara och utvidga rikets gränser. Bergsstammar utgjorde ett stort hot mot Assyrien, liksom hettiterna och hurriterna. Huvudfienden var kassiterna i söder. Salmanassar I:s grundade av en ny huvudstad kan ha orsakats av det kassitiska hotet mot den gamla huvudstaden Assur. Den nya huvudstaden Kalhu låg längre norrut och skyddades av Tigris och Zab-floden mot en fiende som kom söderifrån.
Det kassitiska hotet upphörde tillfälligtvis när Tukulti-Ninurta I, Salmanassars son, tillfångatog den kassitiska kungen Kashitiliash IV och deporterade honom till Assyrien. Babylonien gjorde inom kort uppror och denna gång plundrade Tukulti-Ninurta Babylon och skändade Marduk-templet. Marduks kultstaty togs som krigsbyte till Assyrien. Det mäktiga prästerskapet i Assur ogillade detta och Tukulti-Ninurta blev slutligen mördad av en av hans söner. Assyrien försvagades sedan av tronstrider.
Babylonien återtog sin maktposition på assyriernas bekostnad. Det verkar ändå som om Assyrien kunde bevara sin självständighet trots flera försök att invadera landet. Assyrien steg på nytt upp som ett mäktigt rike när Tiglat-Pileser I blev kung. Han är den första kända assyriska kungen som nådde fram till Medelhavskusten. Assyrien kämpade även mot nya folkslag som hade flyttat in på assyriskt territorium; araméer från söder och mushki-folket (frygier?) från Anatolien. Det kom även till nya strider mot Babylonien.

### Det medel-assyriska samhället
Ett stort problem för Assyrien var att hålla sina handelsvägar öppna. Tvärtemot tillståndet under det gammal-assyriska rikets tid utestängdes nu assyrierna av hettiter och hurriter från metallhandeln med Anatolien. Dessa folk kontrollerade även hamnarna vid Medelhavskusten, medan kassiterna behärskade flodvägarna till Persiska viken.
Det medel-assyriska riket var välorganiserat och hårt styrt av kungamakten. Kungen hade även en funktion som överstepräst hos statsguden Assur. Skyldigheterna inkluderade att utföra ceremonier i kulten och att förse templen med rika naturresurser. Prästerskapet var en betydande maktfaktor i samhället. En konflikt med prästerskapet låg troligen bakom mordet på Tukulti-Ninurta I.

## Nyassyrisk tid

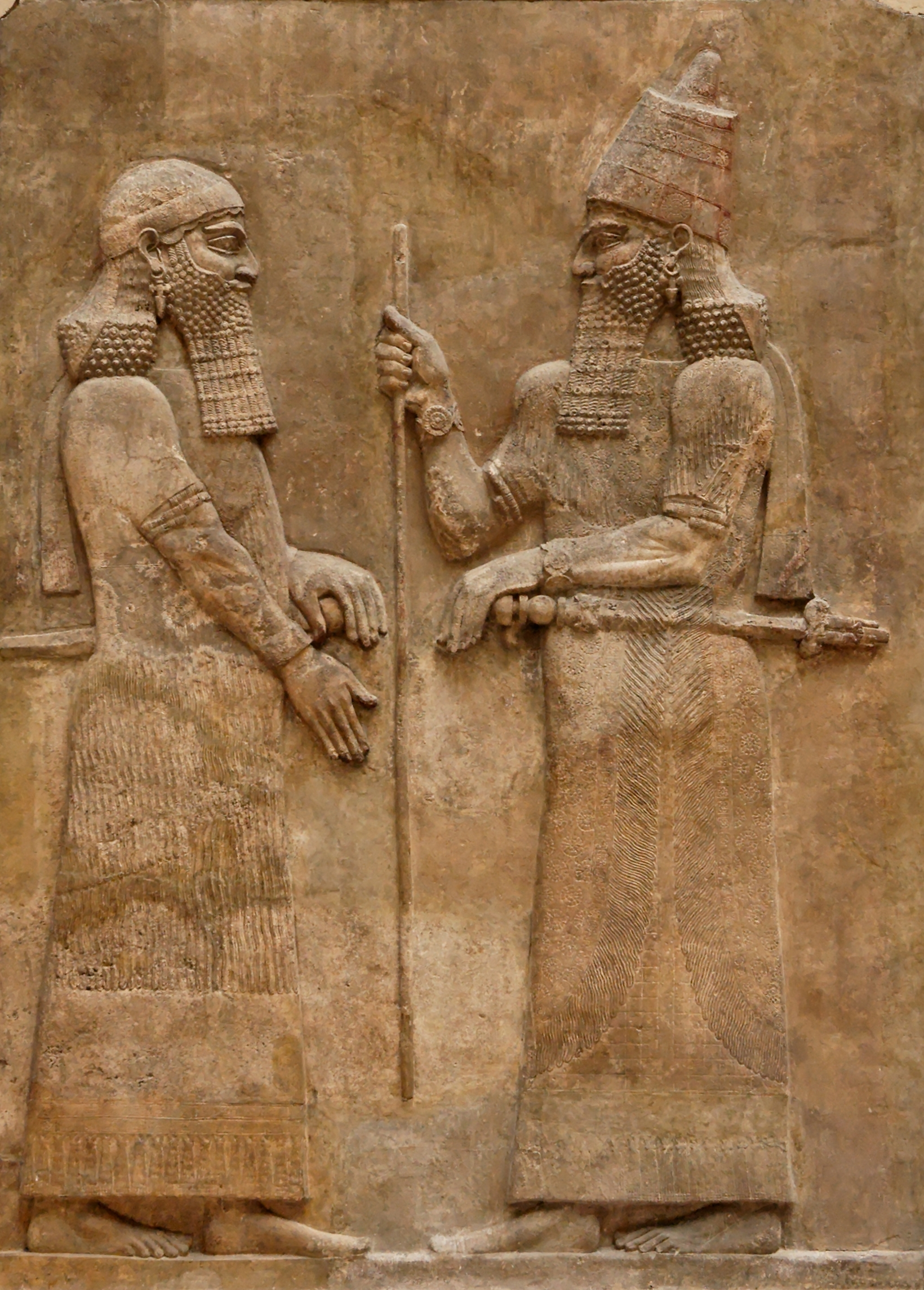
Kung Sargon av Assyrien (t h) med en ämbetsman. Stenrelief från Dur-Sharrukin (Khorsabad), numera i British Museum. 700-talet f.Kr.

Assyrien hade med undantag för Tiglath-Pileser I:s regeringstid (1115-1077 f.Kr.) en svaghetsperiod ca 1200-900 f.Kr. varvid nomadiska araméer trängde in i och dominerade området.
Assyriens egentliga storhetstid inleddes av Assur-dan II (932-912 f.Kr.) och hans son Adad-nirari II (911-891 f.Kr.) som lyckades återta herraväldet över Mesopotamien. Adad-niraris sonson, Assur-nasir-pal II (884-859 f.Kr.) bekämpade med framgång araméerna och kuvade folken ända till Medelhavets kust. Hans regering var en blomstringstid i kulturellt hänseende särskilt på konstens område.
Assur-nasir-pal II:s son Salmanassar III (Sulmanu-asharedu) (858–824 f.Kr.) fortsatte sin faders erövringspolitik i väster och mötte en stor anti-assyrisk koalition i slaget vid Qarqar. Babylonien gjordes till en lydstat.
I slutet av 800-talet f.Kr. regerade drottning Sammu-ramat, den legendariska Semiramis, som förmyndare åt Adad-nirari III (811-783 f.Kr.).
Under Tiglat-pilesar III:s regering (744-727 f.Kr.) lades grunden för det assyriska rikets ledande ställning som världsmakt, och landets administration reformerades. Detta syftade till att förhindra lokala guvernörer att bli alltför mäktiga. För att göra slut på de babyloniska lydkungarnas uppror lät Tiglat-pilesar utropa sig själv till kung över Babylonien.
Sargon II (721-705 f.Kr.) var rikets överbefälhavare och tog makten efter Tiglat-pilesars död. Han antog namnet Sargon (Sharrukin) efter erövrarkungen Sargon av Akkad vilken regerat 1500 år tidigare. Sargon II erövrade framgångsrikt bergslandet Urartu, norr om Assyrien. Den assyriska armén stred även mot kimmererna som vid denna tid invaderade Anatolien, och de neo-hettitiska rikena i Malatya och Karkemish. Även Samaria i Kungariket Israel erövrades och Egyptens nubiska härskare besegrades vid Gaza. Babylonen Marduk-apla-iddina (Merodak-Baladan) lyckades under regeringstiden att kasta ut assyrierna från Babylonien och gjorde sig till kung av Babylon. Marduk-apla-iddina fördrevs senare av Sargons armé, men blev inte helt besegrad. Sargon beordrade även att en ny huvudstad skulle byggas norr om Nineve, vilken gavs namnet Dur-Sargon. Sargon dödades under ett fälttåg mot Medien kort därefter och den nya huvudstaden blev aldrig helt färdigbyggd.
Sanherib (Sin-ahhe-eriba) (704-681 f.Kr.), bekant genom sitt fälttåg i Palestina 701 och belägringen av Jerusalem, var likaså en segerrik krigare. Hans politik framkallade emellertid ständiga uppror i Babylonien ledda av Marduk-apla-iddina, vilket ledde till att han helt och hållet lät förstöra den gamla staden Babylon. Sanherib mördades av två av sina söner. Dessa fördrevs dock och en tredje son Esarhaddon (Ashur-ahhe-iddina) (680-669 f.Kr.) tog makten. Denne lät återuppbygga Babylon. Han var i konflikt med Egyptens nubiska härskare och lyckades erövra Memfis 670 och gjorde nedre Egypten till vasallstat.
Hans son Assurbanipal (668-627? f.Kr.) fullföljde företaget och besatte även övre Egypten. Riket hade då uppnått sin största utbredning. Under fortsatta konflikter både med Egypten och Babylonien besegrade Assur-bani-pal sina motståndare och även grannstaten Elam blev slagen. Det är resterna av Assurbanipals stora och magnifika bibliotek med dess tusentals kilskrifter vilka ligger till grund för vår kunskap om denna tid. Man kan tyvärr ej påvisa med exakthet när kung Assurbanipal dog, i varje fall så utbröt den sedvanliga maktkampen denna gång med mycket stor intensitet. Assyrien hade på 620-talet f.Kr. inte mindre än fyra storkungar (generaler) vilka med växlande framgång bekämpade varandra. Till slut tog dock Sin-shar-iskun makten men riket var mycket försvagat efter det ca 10 år långa inbördeskriget. De underkuvade folken såg sin chans till självständighet och uppror blossade upp bland annat i Egypten och Babylonien. Sin-shar-iskun besegrades av en babylonisk-medisk koalition år 612 och i samband med koalitionens förstöring av huvudstaden Ninive stupade han.
Det assyriska folket försökte återupprätta en ny stat från Harran i norra Mesopotamien under en general vid namn Ashur-uballit II. De hade stöd av egyptierna men det försöket blev stoppat år 609 f.Kr..

## Postimperiell tid
Trots det assyriska imperiets fall fortsatte den assyriska kulturen att överleva i den efterföljande postimperiella perioden (609 f.Kr. – c. 240 e.Kr.) och bortom.  Kärnområdet upplevde en minskning i storlek och i antalet bebodda bosättningar under styret av det ny-babyloniska riket, som grundades av Nabopolassar.  Under det ny-babyloniska imperiet förblev Assyrien en marginaliserad och glesbefolkad region.
Under de imperier som efterträdde det ny-babyloniska riket, började Assyrien att återhämta sig. Under akemeniderna uppstod provinsen Athura.  Organiseringen i en enda stor provins,   bristen på inblandning från de akemenidiska härskarna i lokala angelägenheter,  och återkomsten av kultstatyn av Ashur till staden Assur kort efter att akemeniderna erövrade Babylon underlättade överlevnaden för den assyriska kulturen.   Under det seleukidiska imperiet, som kontrollerade Mesopotamien från slutet av 400-talet till mitten av 200-talet f.Kr., återbosattes assyriska platser som Assur, Nimrud och Nineveh och ett stort antal byar återuppbyggdes och utvidgades. 
Efter att det partiska riket erövrade regionen under 200-talet f.Kr. fortsatte återhämtningen av Assyrien, vilket kulminerade i en oöverträffad återgång till välstånd under 1:a till 3:e århundradet e.Kr. Regionen återbosattes och restaurerades så intensivt att befolkningen och befolkningstäthet nådde nivåer som inte setts sedan det ny-assyriska imperiet.  Regionen var under partierna främst regerad av en grupp kungadömen, inklusive Osroene, Adiabene och Hatra.
Staden Assur blomstrade under partiskt styre.  Strax efter slutet av 200-talet f.Kr. kan staden ha blivit huvudstad i ett eget semi-autonomt assyriskt styre, antingen under styre av Hatra,   eller under direkt partiskt styre.  På grund av likheten i inskrifter och reliefer mellan de lokala härskarna och de forna assyriska kungarna,   kan de ha sett sig själva som en fortsättning av den gamla assyriska kungalinen.   Det gamla Ashur-templet restaurerades på 200-talet e.Kr.   Denna sista kulturella guldålder kom till ett slut med plundringen av staden Assur av det sasanidiska riket omkring 240 e.Kr, där också Ashur-templet förstördes igen. Under plundringen förstördes Ashur-templet igen och stadens befolkning spreds. 
Från 1:a århundradet e.Kr. och framåt blev många av assyrierna kristna,   även om den forntida mesopotamiska religionen fortsatte att överleva i århundraden på vissa håll.   Trots förlorad politisk makt fortsatte assyrierna att utgöra en betydande del av befolkningen i norra Mesopotamien fram till dess att religiöst motiverat förtryck och massakrer under Ilkhanatet och det timuridiska imperiet på 1400-talet, vilket förminskade dem till en lokal etnisk och religiös minoritet. 
I slutet av 1800-talet och början av 1900-talet, när osmanerna blev alltmer nationalistiska, genomfördes ytterligare förföljelser och massakrer mot assyrierna, mest känt är det assyriska folkmordet,   vilket resulterade i omkring 250 000 mördade assyrier.  Under hela 1900-talet har många misslyckade förslag för assyrierna för autonomi eller självständighet lagts fram.   Ytterligare massakrer och förföljelser, utförda både av regeringar och av terroristgrupper som Islamiska staten, har lett till att de flesta idag lever i diasporan. 

## Kultur

### Språk och litteratur
Arameiska ersatte akkadiska som talat språk i Assyriska riket på 700-talet f.Kr. Assyrier runt om i världen talar numera arameiska (eller öst- och västassyriska).

### Konst
Den assyriska konsten hade delvis sitt ursprung i det babyloniska kulturarvet. Huggna stenreliefer var troligen en influens från folken i Anatolien (se även hettitisk konst). Mycket av den assyriska konsten utfördes för hovet av specialister från de erövrade områdena och utgjorde på så vis ett direkt arv från tidigare högkulturer. Den bevarade assyriska konsten hör främst till den ny-assyriska tiden. 
Den assyriska konstens viktigaste bidrag till konsthistorien är utan tvekan de väggreliefer som prydde de assyriska palatsen. De återgav de assyriska härskarna på lejonjakt och överraskar i sin realism och detaljering - härskarna framställs utan religiösa förtecken eller något värdeperspektiv.
Konsten hade även ett syfte som propaganda. I de delar av de assyriska kungapalatsen där utlänningar togs emot av kungarna täcktes väggarna av krigsscener. Dessa visade besökarna hur segerrik den assyriska armén tidigare varit. Stenrelieferna visar livfulla scener av fältslag, belägringar, deportationer och avrättningar.
Assyrierna var även skickliga på att göra stenskulpturer av människor och djur. Ett exempel på detta är de bevingade sagodjur med människohuvud vilka bevakade ingångarna till palatsen. Dessa kallades för lamassu eller shedu. De fick efterföljare i persisk konst.
Rika fynd av assyriska stenreliefer gjordes i kungapalatsen i Khorsabad (Dur-Sargon) och Nimrud (Kalhu). Ett sällsynt fynd av hamrade metallplattor, vilka suttit på träportar, gjordes i Balawat (Imgur-Enlil). Metallföremål och ädelstenar finns sällan bevarade från denna tid. Ett viktigt fynd av assyriska juveler gjordes därför i de kungliga gravarna i Nimrud.

## Regenter
Se Assyriska kungar